# Spójnia Stargard (siatkówka kobiet) – sezon 2017/2018
Spójnia siatkówka kobiet sezonu 2017/2018 – sezon 2017/2018 sekcji siatkówki kobiet Spójni Stargard w historii klubu.

## Siatkówka kobiet sezonu 2017/2018

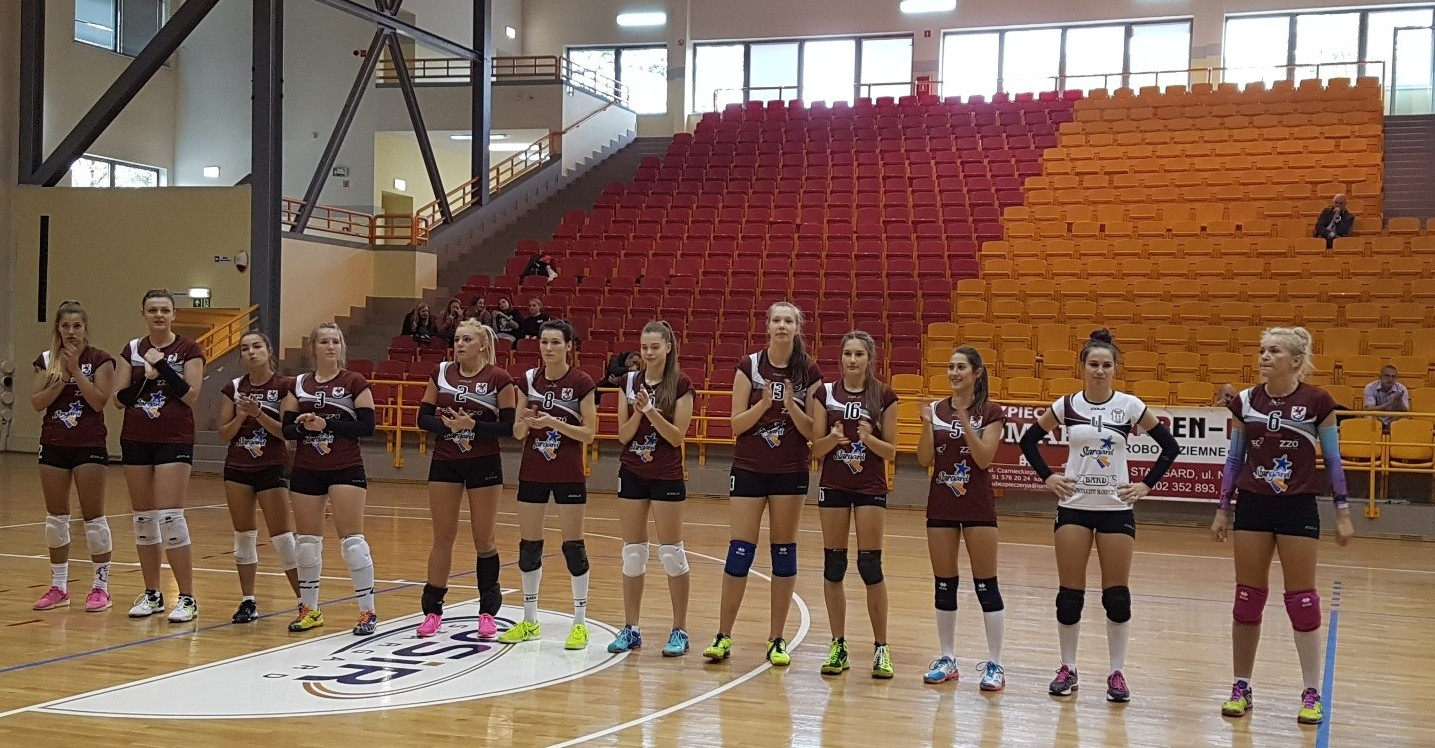
Stargard, 07.10.2017, Prezentacja Spójni podczas inauguracji sezonu 2017/2018 II ligi siatkówki kobiet przed meczem z UKS ZSMS Poznań

### Kadra zespołu w sezonie 2017/2018
| Funkcja                 | Imię i nazwisko                                     |
| ----------------------- | --------------------------------------------------- |
| I trener                | Aleksander Król, asystent trenera – Tomasz Adamczyk |
| Trener odnowy/masażysta | Grzegorz Gromek                                     |
|                         |                                                     |
| Kierownik drużyny       |                                                     |

| Numer | Imię i nazwisko     | Data urodzenia | Narodowość | Wzrost [cm] | Waga [kg] | W klubie od | Pozycja      |
| ----- | ------------------- | -------------- | ---------- | ----------- | --------- | ----------- | ------------ |
| 12    | Sandra Łubniewska   | 11.06.1997     | Polska     | 181         |           | 2017        | atakująca    |
| 8     | Manuela Jakóbiak    | 09.06.1995     | Polska     | 180         |           | 2017        | atakująca    |
| 13    | Patrycja Suwała     | 28.01.1999     | Polska     | 191         |           | 2017        | środkowa     |
| 9     | Aleksandra Motyk    | 16.08.1992     | Polska     | 194         |           | 2015        | środkowa     |
| 2     | Kamila Sadowska     | 13.12.1991     | Polska     | 176         |           | 2016        | przyjmująca  |
| ?     | Sara Komar          |                | Polska     | ?           |           | 2017        | atakująca    |
| ?     | Oliwa Molenda       |                | Polska     | ?           |           | 2017        | środkowa     |
| 5     | Klaudia Boguszewska | 16.12.1992     | Polska     | 167         |           | 2017        | rozgrywająca |
| 11    | Aleksandra Witkoś   | 29.10.1994     | Polska     | 170         |           | 2017        | rozgrywająca |
| 6     | Julia Jurczyk       | 06.07.1983     | Polska     | 180         |           | 2015        | przyjmująca  |
| 3     | Aleksandra Długosz  | 04.07.1996     | Polska     | 173         |           | 2017        | przyjmująca  |
| 16    | Tamara Restel       | 29.08.2000     | Polska     | 176         |           | 2017        | przyjmująca  |
| ?     | Julia Baszak        |                | Polska     | ?           |           | 2017        | przyjmująca  |
| 4     | Marika Babczyńska   | 23.04.1992     | Polska     | 172         |           | 2017        | libero       |
| 10    | Nikola Gierczak     | 01.03.1995     | Polska     | 180         |           | 2017        | środkowa     |

### Mecze, statystyki sezonu 2017/2018
- inauguracyjny mecz Spójnia rozegrała 7 października 2017 z UKS ZSMS Poznań wygrywając 3:0 (25:12, 25:10, 26:24), w Spójni najlepiej punktowała Julia Jurczyk – 16;

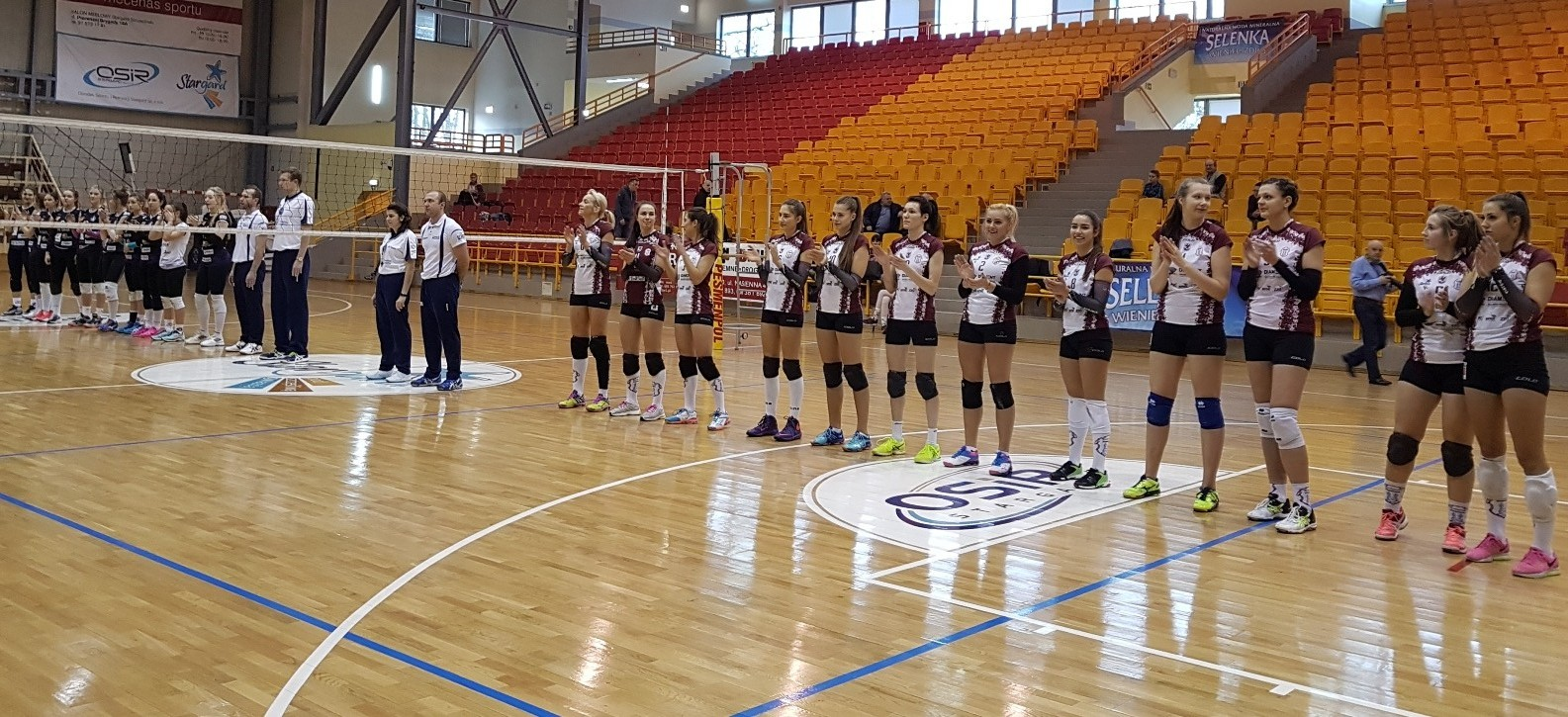
Stargard, 16.12.2017. Prezentacja zespołów Spójni i APS Rumia – II liga siatkówki kobiet

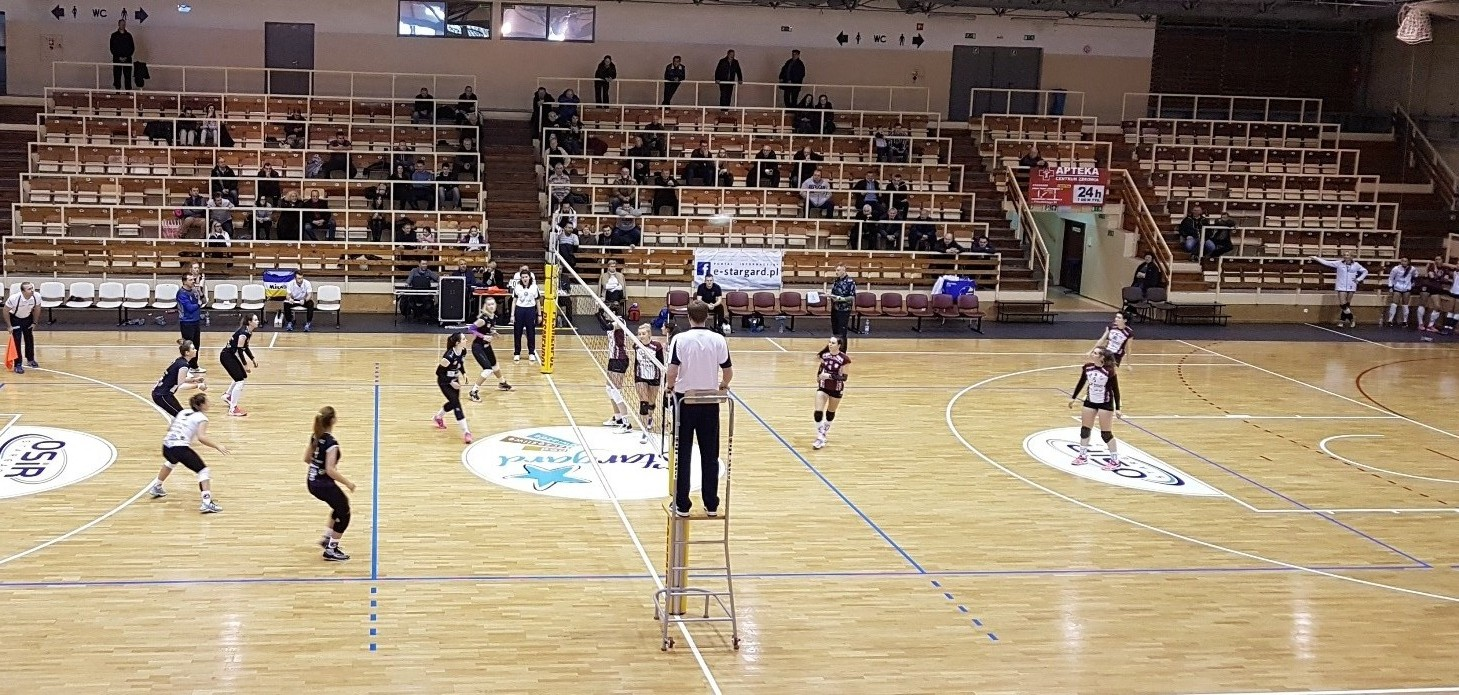
Stargard, 16.12.2017. Mecz II ligi Spójnia z APS Rumią

- w 2. serii siatkarki wygrały swoje wyjazdowe spotkanie w ramach 2 kolejki II ligi kobiet z APS Rumia 3:0 w setach: 25:13, 25:19, 25:16 i zajmują 1 miejsce w ligowej tabeli[1];
- w 3. meczu siatkarki wygrały z Enea PTPS Piła II 3:0 w setach: 25:23, 25:13, 25:23 i dalej są liderem w tabeli w swojej grupie[2];
- w 4. serii Spójnia wygrała mecz na szczycie pokonując na wyjeździe UKŻPS Kościan 3:1 w setach: 21:25, 25:22, 25:19 i 25:20. W tabeli jako lider ma 12 punktów, bilans w setach 12:1, w małych punktach 322:239[3];
- w 5. serii siatkarki wygrały z Truso Elbląg 3:1 w setach: 20:25, 25:19, 25:17 25:14[3];
- w 6. kolejce siatkarki Spójni przegrały z SKF Politechnika Poznańska 1:3 w setach 19:25, 25:14, 17:25, 18:25[3];
- w 7. serii zespół przegrał na swoim parkiecie z SMS Police 2:3 w setach 19:25, 21:25, 28:26, 25:17, 14:16. Derby miały duże emocje. Policzanki wygrały dwa pierwsze sety, ale Spójnia doprowadziła w dwóch kolejnych do wyrównania. W piątym secie, a zwłaszcza w samej końcówce, zabrakło stargardzkiemu zespołowi koncentracji, tie-break zakończył się wygraną SMS-u 16:14 i zwycięstwem w całym meczu 3:2. Po kontuzji zagrała Julia Jurczyk, która przyznała, że o porażce zespołu zadecydowało sporo własnych błędów[4]. W tabeli Spójnia jest na trzecim miejscu, ma 16 punktów, bilans w setach 18:8, w małych punktach 603:512[5];
- w 8. kolejce siatkarki Spójni wygrały u siebie zespołem siatkarek Czarnych Słupsk, nie tracąc seta 3:0. Poszczególne sety kończyły się wynikiem: 25:17, 25:14, 25:20. Spójnia jest na trzecim miejscu swojej grupy, ma 19 punktów, bilans w setach 21:8, w małych punktach 678:563[6].

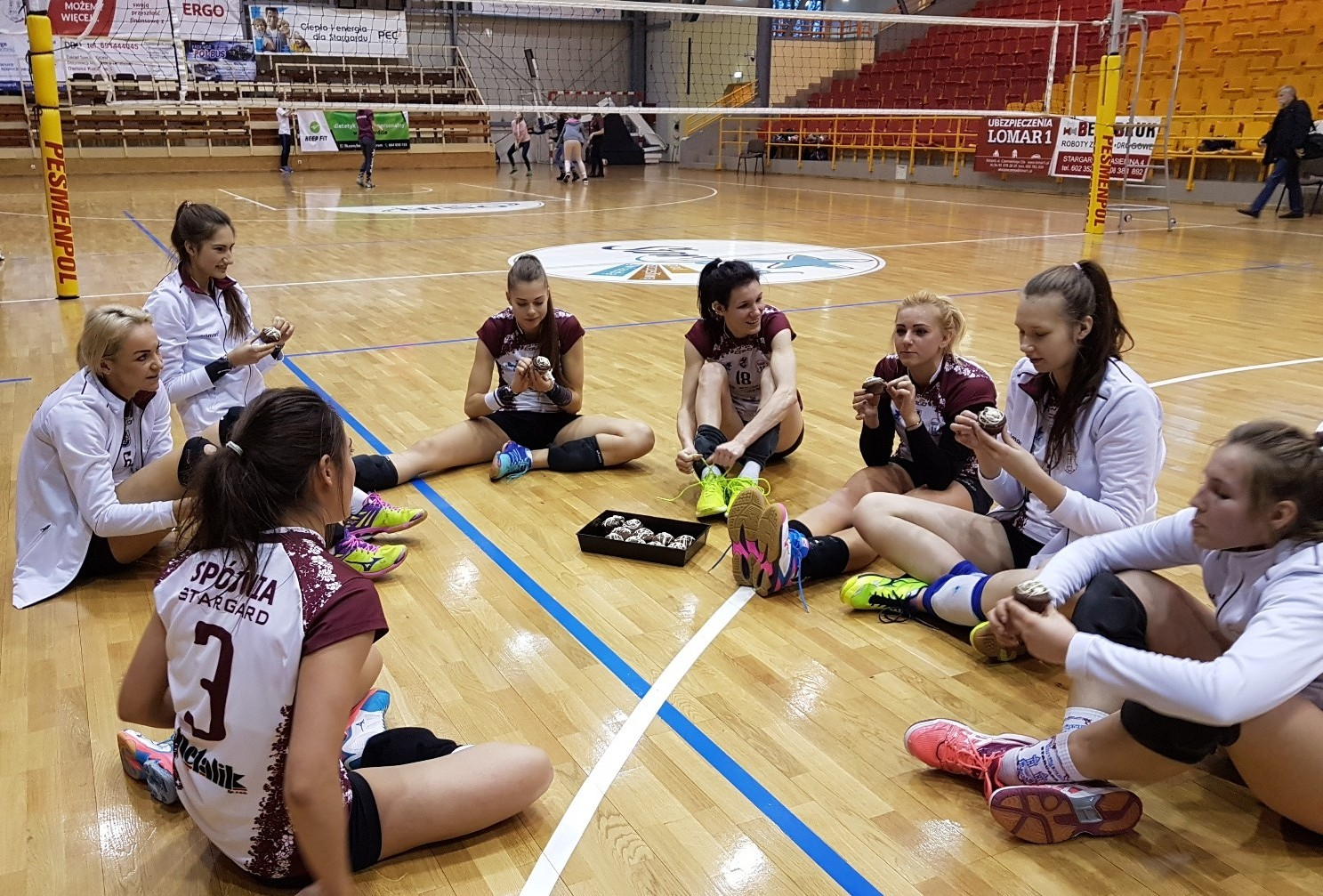
Stargard,16.12.2017. Spójnia liderem

- w 9. serii zespół Spójni wygrał z liderem na wyjeździe z WTS Włocławek 3:1 w setach 25:22, 25:19, 12:25, 25:21. Manuela Jakóbiak ze Spójni została MVP niedzielnego spotkania we Włocławku. Stargardzki zespół po pierwszej rundzie był na drugim miejscu swojej grupy, ma 22 punkty, bilans w setach 24:9, w małych punktach 765:650. W grudniu rozegrane zostaną jeszcze dwie serie rundy rewanżowej[7][8].
- w 10. serii zespół Spójni wygrał z na wyjeździe z UKS ZSMS Poznań 3:0 w setach 23:25, 22:25, 23:25, zespół po tej wygranej jest na drugim miejscu swojej grupy, ma 25 punktów, bilans w setach 27:9, w małych punktach 840:718;
- w 11. serii stargardzki zespół wygrał u siebie APS Rumia 3:0 w setach 25:21, 25:14, 30:28. W wyniku porażki dotychczasowego lidera SMS Police, Spójnia awansowała na pierwsze miejsce;
- w 12. serii zespół Spójni wygrał z na wyjeździe PTPS II Piła 3:1 w setach 25:17, 25:23, 22:25, 25:10, zespół po tej wygranej dalej jest liderem jest swojej grupy, na 12 rozegranych spotkań 31 punktów, bilans w setach 33:10, w małych punktach 1017:856;
- w 13. serii stargardzki zespół przegrał na swoim parkiecie z UKŻPS Kościan 2:3 setach 25:17, 27:25, 17:25, 22:25, 11:15. Mimo porażki siatkarki pozostają liderem II ligi w swojej grupie.
- w 14. kolejce Spójnia wygrała u siebie z Truso Elbląg 3:0 w setach 25:14, 25:19, 25:20. Zespół jest liderem w swojej grupie, po 14 rozegranych spotkaniach ma 32 pkt., bilans w setach 36:15, w małych punktach 1174:1036;
- w 15. kolejce Spójnia wygrała u siebie z SKF Politechnika Poznańska w setach 25:19, 25:15, 23:25, 25:20. Stargardzianki dalej są liderem w swojej grupie;
- w 16. kolejce Spójnia przegrała na wyjeździe z SMS Police 2:3 w setach 25:17, 19:25, 26:24, 21:25, 9:15. Stargardzianki mimo porażki dalej są liderem w swojej grupie;
- w 17. serii stargardzki zespół pokonał Czarni Słupsk 3:0 w setach 25:18, 25:16, 25:16. Stargardzianki zajmują drugie miejsce w swojej grupie;
- w 18. kolejce Spójnia wygrała u siebie z WTS Włocławek 3:2 w setach 20:25, 25:23, 20:25, 25:16, 15:11. Spójnia zajmuje drugie miejsce w swojej grupie.

### Play-off sezonu 2017/2018
Stargardzka drużyna siatkarek we własnej hali podejmowała 7 kwietnia 2018 w ramach 1 rundy play-off zespół Czarnych Słupsk. Spójnia wygrała 3:1, w setach 25:18, 25:20, 19:25 i awansowała do II rundy play-off. Następnym przeciwnikiem siatkarek w rozgrywkach play-off będzie zespół UKS ZSMS Poznań. Stargardzki zespół 21 kwietnia 2018 wygrał z UKS ZSMS Poznań 3:0 (25:19, 26:24, 25:14) i prowadzi 1:0. 22 kwietnia Spójnia wygrała 3:0 (25:20, 25:18, 25:17)
i prowadzi 2:0. Następny mecz II rundy play-off rozegrała w Poznaniu, gdzie wygrała trzecie spotkanie z siatkarkami UKS ZSMS 3:0. Poszczególne sety kończyły się wynikiem: (25:14; 25:15; 25:18). Wygrana dała siatkarkom awans do półfinałów całej ligi. We Włocławku przegrały dwa spotkania i nie zakwalifikowały się do finału, zakończyły sezon 2017/2018.

### Tabela sezonu 2017/2018
1. SMS Police 18 45 50:15
2. KS Spójnia Stargard 18 44 49:19
3. WTS KDBS Włocławek 18 41 46:22
4. UKŻPS Kościan 17 32 40:25
5. Politechnika Poznań 18 31 38:31
6. UKS ZSMS Poznań 18 25 31:36
7. APS Rumia 18 24 27:34
8. MKS Truso Elbląg 18 10 14:48
9. Czarni Słupsk 14 18 9 19:50
10. Enea PTPS II Piła 17 6 14:48